# Acylophorus rossii
Acylophorus rossii  (лат.) — вид жуков-стафилинид из подсемейства Staphylininae. Африка

## Распространение
Африка, от Сьерра-Леоне до Южной Африки. 

## Описание
Мелкие жуки с вытянутым телом, длина 7—8 мм. Голова чёрная, пронотум от темно-коричневого до чёрного, часто с красноватыми краями. Надкрылья от темно-коричневого до чёрного. Голова крупная, в 1,05 раз шире своей длины, но уже переднеспинки в 1,7 раз. Пронотум блестящий, в 1,1 раз шире своей длины. Надкрылья поперечные, в 1,55 раз шире своей длины. От близких видов отличается длинными и отстоящими волосками брюшка. Усики коленчатые, а первый сегмент длиннее трех следующих. Внутренний край левой мандибулы с двумя зубьями и правый с одним зубом. Тело имеет пунктированную поверхность.